# Explosielens
Een explosielens — zoals bijvoorbeeld toegepast in kernwapens - is een nauwkeurig op zijn toepassing toegesneden en vormgegeven explosief. In het algemeen is het een explosief dat uit meerdere explosieve stoffen bestaat. Deze stoffen zijn zo gerangschikt en vormgegeven dat de schokgolf van de explosie op een gecontroleerde manier door het explosieve materiaal gaat. In zijn basisfunctie is een explosielens vergelijkbaar met een optische lens, die lichtstralen gecontroleerd laat verlopen. De stoffen die gebruikt worden in een explosielens hebben verschillende detonatiesnelheden. Standaard zal een explosiefront bolvormig expanderen. Om deze bolvormige expansie om te zetten in een bolvormig imploderend front moet (bij gebruik van slechts één grensvlak tussen de twee explosieve stoffen) het scheidingsvlak tussen de twee explosieven een paraboloïde vorm hebben; om een vlak explosiefront te genereren moet het scheidingsvlak hyperboloïde zijn. Eventueel kunnen meerdere scheidingsvlakken gebruikt worden om speciale effecten te bereiken.

## Ontdekking
De uitvinding van de explosielens staat op naam van John von Neumann.

## Toepassing in kernwapens
Om een hoeveelheid radioactief materiaal te laten exploderen als kernwapen moet dit een minimale massa hebben, de kritische massa. Hoeveelheden kleiner dan deze massa leiden niet tot een kernexplosie. Tijdens de productiefase worden twee of meer blokken splijtbaar materiaal gebruikt. Elk is kleiner dan de kritische massa. Tijdens het ontsteken van de kernbom worden de verschillende blokken met behulp van explosielenzen naar elkaar toegeschoten, waardoor de kritische massa van het geheel overschreden wordt en de explosie volgt.

## Productie
Explosielenzen worden meestal samengesteld op basis van in polymeer gebonden explosieve stof en een inert materiaal, meestal aangeduid met de Engelse term "wave-shaper", dat vaak bestaat uit een dicht soort schuim of plastic, hoewel ook andere typen materiaal toegepast worden. Oudere typen explosielenzen gebruiken geen wave-shaper, maar maken gebruik van twee explosieven met duidelijk verschillende detonatiesnelheden. De toepassing van de twee verschillende explosieve stoffen resulteert in een bolvormige, imploderende detonatiegolf, met als effect het samendrukken van de kern van het apparaat. Bij de bom die boven Nagasaki werd gebruikt bestond het trage explosief in de lens uit baratol en Composiet B als het snelle explosief. Andere combinaties zijn ook mogelijk.
De praktische vormgeving en technische realisatie van explosielenzen vond plaats tijdens een serie experimenten in 1944 en 1945 als onderdeel van het Manhattanproject.

## Andere toepassingen
Lenzen met een ander ontwerp zijn in staat om een vlak schokfront te produceren. Zij worden gebruikt in experimenten in de hogedruk-fysica en materiaalonderzoek.